# Gadesbünden
Gadesbünden è una frazione (Ortsteil) del comune di Heemsen, nel land della Bassa Sassonia, in Germania.

## Storia
Già comune autonomo nel circondario di Nienburg/Weser, fu soppresso e incorporato a Heemsen il 1º marzo 1974.